# 埃斯皮拉
埃斯皮拉（法語：Espirat，法語發音：[ɛspiʁa]）是法国多姆山省的一个市镇，属于克莱蒙费朗区。

## 地理
埃斯皮拉（45°45'1"N, 3°20'10"E）面积4.32 平方千米，位于法国奥弗涅-罗讷-阿尔卑斯大区多姆山省，该省份为法国中南部省份，北起阿列省接壤，东临卢瓦尔省，南至上盧瓦爾省和康塔爾省，西接科雷兹省和克勒兹省。
与埃斯皮拉接壤的市镇（或旧市镇、城区）包括：比永、布泽勒、沙镇、穆瓦萨、雷尼亚、瓦塞勒。

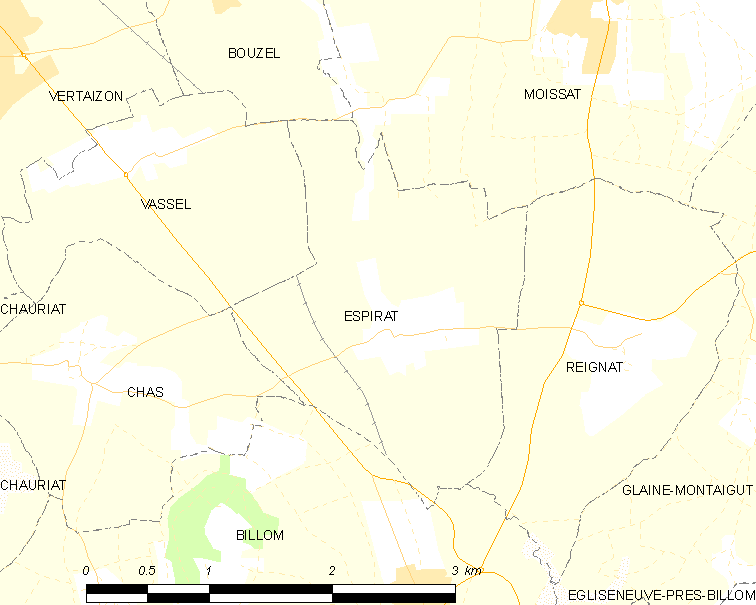
埃斯皮拉的OSM定位图

埃斯皮拉的时区为UTC+01:00、UTC+02:00（夏令时）。

## 行政
埃斯皮拉的邮政编码为63160，INSEE市镇编码为63154。

## 政治
埃斯皮拉所属的省级选区为比永县。

## 人口

1962-2008年间埃斯皮拉人口变化图示

埃斯皮拉于2022年1月1日时的人口数量为418人。